# Sportovní Klub Slavia Praha 2022-2023
Questa voce raccoglie le informazioni riguardanti lo Sportovní Klub Slavia Praha nelle competizioni ufficiali della stagione 2022-2023.

## Rosa
| N. |                        | Ruolo | Calciatore             |
| -- | ---------------------- | ----- | ---------------------- |
| 1  | Rep. Ceca (bandiera)   | P     | Ondřej Kolář           |
| 3  | Rep. Ceca (bandiera)   | D     | Tomáš Holeš            |
| 4  | Svezia (bandiera)      | D     | Aiham Ousou            |
| 5  | Danimarca (bandiera)   | D     | Alexander Bah          |
| 8  | Rep. Ceca (bandiera)   | C     | Lukáš Masopust         |
| 9  | Nigeria (bandiera)     | C     | Peter Oladeji Olayinka |
| 10 | Norvegia (bandiera)    | C     | Chrīstos Zafeirīs      |
| 11 | Rep. Ceca (bandiera)   | A     | Stanislav Tecl         |
| 14 | Paesi Bassi (bandiera) | C     | Mick van Buren         |
| 15 | Rep. Ceca (bandiera)   | A     | Václav Jurečka         |
| 17 | Rep. Ceca (bandiera)   | C     | Lukáš Provod           |
| 18 | Rep. Ceca (bandiera)   | D     | Jan Bořil              |
| 19 | Liberia (bandiera)     | C     | Oscar Dorley           |

| N. |                           | Ruolo | Calciatore        |
| -- | ------------------------- | ----- | ----------------- |
| 20 | Rep. Ceca (bandiera)      | C     | David Pech        |
| 21 | Danimarca (bandiera)      | C     | Mads Emil Madsen  |
| 22 | Rep. Ceca (bandiera)      | A     | Michal Krmenčík   |
| 23 | Rep. Ceca (bandiera)      | C     | Petr Ševčík       |
| 25 | Slovacchia (bandiera)     | C     | Jakub Hromada     |
| 26 | Slovacchia (bandiera)     | C     | Ivan Schranz      |
| 27 | Costa d'Avorio (bandiera) | C     | Ibrahim Traoré    |
| 28 | Rep. Ceca (bandiera)      | P     | Aleš Mandous      |
| 30 | Ucraina (bandiera)        | D     | Taras Kačaraba    |
| 31 | Rep. Ceca (bandiera)      | P     | Přemysl Kovář     |
| 32 | Rep. Ceca (bandiera)      | C     | Ondřej Lingr      |
| 33 | Rep. Ceca (bandiera)      | D     | David Jurásek     |
| 41 | Rep. Ceca (bandiera)      | D     | Ondřej Kričfaluši |